# الخف (البيضاء)
الخف هي إحدى قرى الجمهورية اليمنية. وهي تتبع جغرافيًا لمحافظة البيضاء. وإداريًا لمديرية ذي ناعم. يبلغ تعداد سكانها 2578 نسمة حسب الإحصاء الذي جرى عام 2004.